# Ключ 163
Ключ 163 (трад. и упр. 邑, [справа 阝]) — ключ Канси со значением «город»; один из 20, состоящих из семи штрихов.
В словаре Канси есть 350 символов (из 49 030), которые можно найти c этим радикалом.

## История
Древняя идеограмма изображала владение, территорию (квадратик сверху) и человека. Таким образом получился иероглиф «город, владение, поселение, населенный пункт, поселок, деревня, район, населенная местность» и др.
Иероглиф является сильным ключевым знаком.
Располагается преимущественно в правой части сложных знаков в виде 阝.
- Техника написания
- Техника написания
- Вид в Цзиньвэнь
- Вид в Цзягувэнь
- Вид в большой печати Чжуаньшу
- Вид в малой печати Чжуаньшу

В словарях находится под номером 163.

## Примеры иероглифов
| Доп. штрихи | Иероглифы                                                            |
| ----------- | -------------------------------------------------------------------- |
| 0           | 邑 阝                                                                |
| 2           | 邓                                                                   |
| 3           | 邔 邕 邖 邗 邘 邙 邚 邛 邜 邝                                        |
| 4           | 邞 邟 邠 邡 邢 那 邤 邥 邦 邧 邨 邩 邪 邫 邬                         |
| 5           | 邭 邮 邯 邰 邱 邲 邳 邴 邵 邶 邷 邸 邹 邺 邻                         |
| 6           | 邼 邽 邾 邿 郀 郁 郂 郃 郄 郅 郆 郇 郈 郉 郊 郋 郌 郍 郎 郏 郐 郑 郓 |
| 7           | 郒 郔 郕 郖 郗 郘 郙 郚 郛 郜 郝 郞 郟 郠 郡 郢 郣 郤 郥 郦 郧       |
| 8           | 部 郩 郪 郫 郬 郭 郮 郯 郰 郱 郲 郳 郴 郵 郶 郷 郸 郹 郺 郻 郼 都    |
| 9           | 郾 郿 鄀 鄁 鄂 鄃 鄄 鄅 鄆 鄇 鄈 鄉 鄊                               |
| 10          | 鄋 鄌 鄍 鄎 鄏 鄐 鄑 鄒 鄓 鄔 鄕 鄖 鄗                               |
| 11          | 鄘 鄙 鄚 鄛 鄜 鄝 鄞 鄟 鄠 鄡 鄢 鄣 鄤 鄥                            |
| 12          | 鄦 鄧 鄨 鄩 鄪 鄫 鄬 鄭 鄮 鄯 鄰 鄱 鄲                               |
| 13          | 鄳 鄴 鄵 鄶 鄷                                                       |
| 14          | 鄸 鄹                                                                |
| 15          | 鄺 鄻 鄼 鄽 鄾                                                       |
| 16          | 鄿 酀 酂                                                             |
| 17          | 酁 酃                                                                |
| 18          | 酄 酅 酆                                                             |
| 19          | 酇 酈                                                                |

- Примечание: Ваш браузер может отображать иероглифы неправильно.